# 景德镇高新技术产业开发区
景德镇高新技术产业开发区位于江西省景德镇市，是2010月经国务院批准升级为国家高新技术产业开发区的高新区，面积30.85平方公里，工业从业人员17000余人。

## 发展目标
- 1994年：经江西省人民政府批准，建立省级景德镇高新技术产业开发区。
- 2010年：经国务院批准，江西省级景德镇高新技术产业开发区升级为国家高新技术产业开发区[2]。